# 荻野 (伊丹市)
荻野（おぎの）は、兵庫県伊丹市の地名。現行の行政地名は荻野と荻野西の2つの町丁に分かれており、荻野西は住居表示実施済み、荻野は地番整理済み(住居表示は未実施)である。

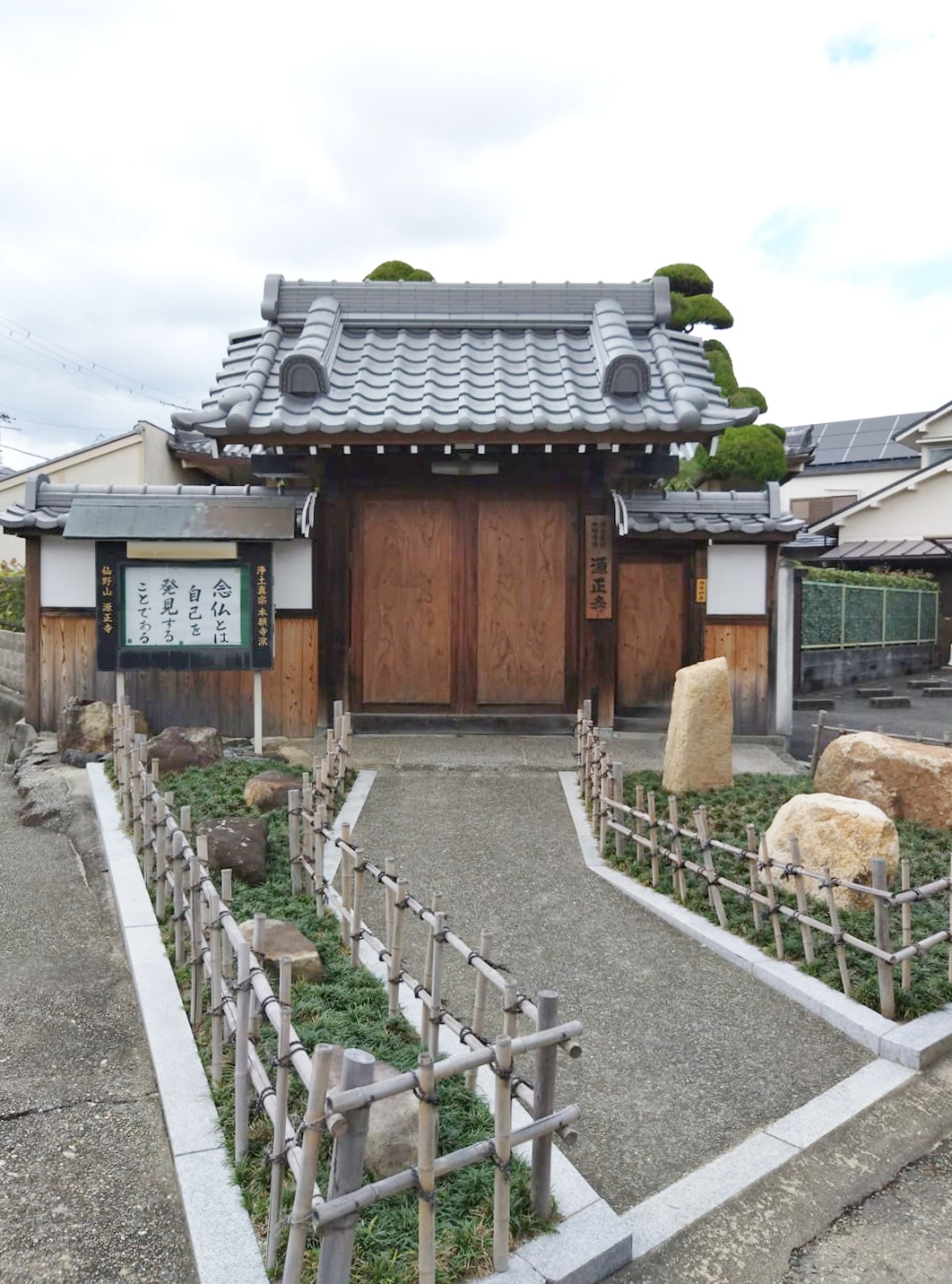
伊丹市荻野地区にある浄土真宗源正寺

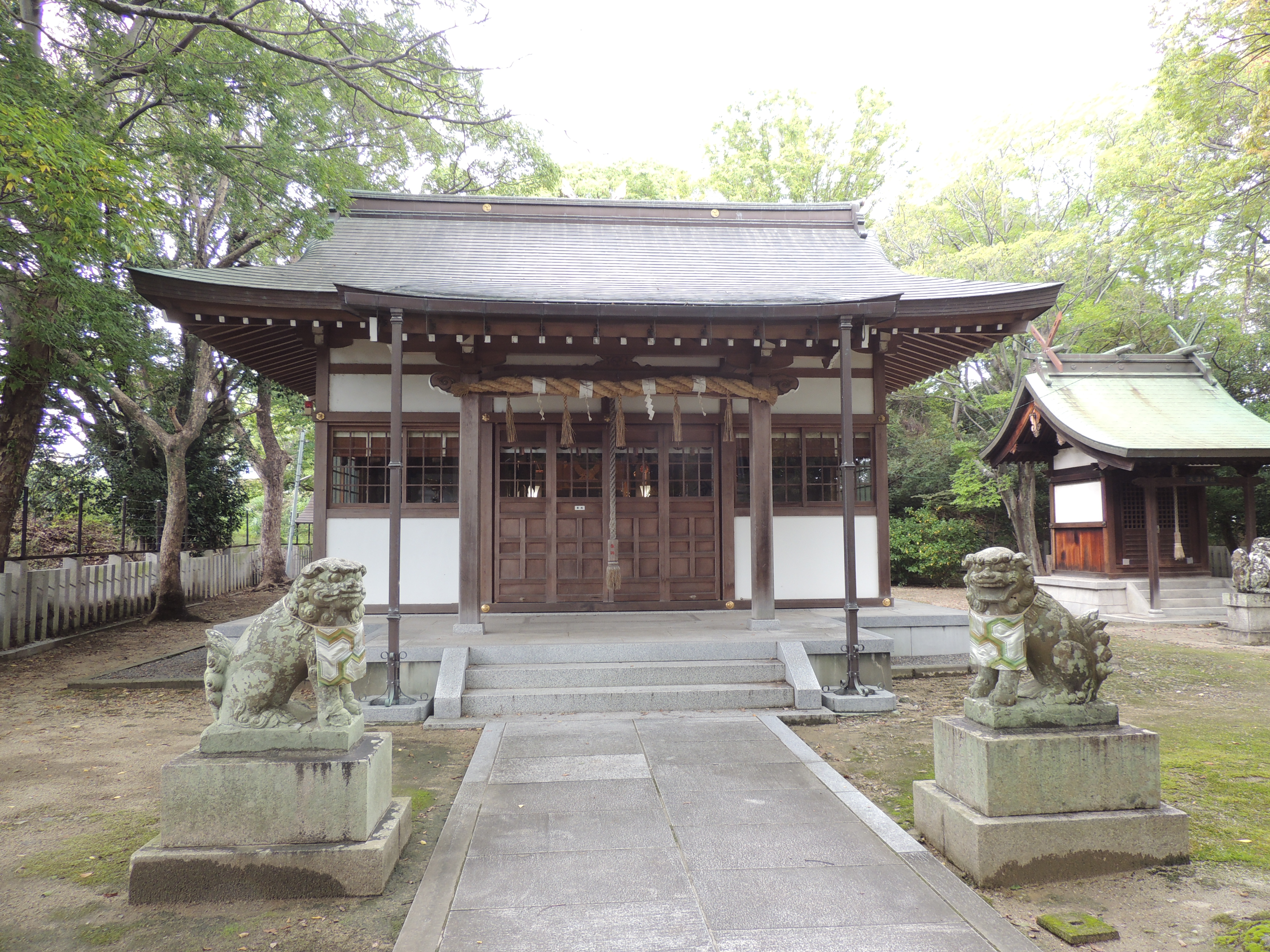
伊丹市荻野地区にある春日神社

## 地理
伊丹市北部の地域で、天神川の東岸に当たる部分が荻野1〜8丁目、西岸の一部が荻野西となっている。
北を荒牧、北東を宝塚市山本野里、東を大野、南東を東野、南を瑞原、南西を鴻池、西を北野、北西を荒牧南と接する。

### 荻野
現行の町丁は荻野一丁目から八丁目までが存在する。郵便番号は664-0002。全域が伊丹市立荻野小学校および荒牧中学校の校区である。
町内の主な施設
- 伊丹市立荻野小学校
- 伊丹市立荻野保育所
- 伊丹市共同利用施設荻野センター
- 春日神社　＝　荻野春日神社（伊丹市荻野７丁目）　祭神は春日大神で、永正年間（西暦1568年頃）に源正寺の北方に鎮座していたのを、寛文元年（西暦1661年）現在の地に遷座。[2]
- 源正寺　＝　浄土真宗　仙野山源正寺（伊丹市荻野５丁目）　永正14年（西暦1517年）本願寺第八世彗燈大師蓮如上人の直弟子釈了願法師によって開基された伊丹市内有数の古刹。[3]

### 荻野西
現行の町丁は荻野西一丁目から二丁目までが存在する。郵便番号は664-0031。全域が伊丹市立鴻池小学校、伊丹市立天神川小学校及び、伊丹市立荒牧中学校、伊丹市立天王寺川中学校校区である。
町内の主な施設
- 伊丹市シルバーデイサービスセンター

## 歴史
旧川辺郡に属した地域。江戸時代までは荒牧村の一部であったが、後に独立して荻野村となった。1889年（明治22年）、町村制施行に伴い川辺郡長尾村の大字荻野となる。
長尾村は1955年（昭和30年）3月10日に全域が宝塚市へ編入合併されたが、3週間後の4月1日には南部の荒牧・鴻池・荻野・大野が宝塚市より伊丹市へ移譲された。1970年（昭和45年）、一部が北野として分離。
1969年（昭和44年）西池（通称新池）を荻野団地用地として伊丹市に売却した費用の一部で春日神社の玉垣築造と社殿の修復及び源正寺の本堂の再建に役立てた。
1977年（昭和52年）には天神川の東岸で住居表示を実施し荻野1〜8丁目とする。天神川の西岸に残った大字荻野は2007年（平成19年）に荻野西1〜2丁目となり、全域で住居表示が完了した。

### 地名の由来
荻が生い茂っていたとする説や台地が扇状に広がっていたので扇野（おうぎの）と呼ばれていたとする説があり、寛政年間の『摂津名所図会』にも「扇野の火（野火）」として紹介されている。

## 交通
町内北端（荒牧との境界線沿い）に中国自動車道の高架が、南端を県道331号線が走っている。伊丹市バスでは荻野、荻野北、荻野南、荻野西などの停留所を町内に設置している。
域内に鉄道は通っておらず、阪急電鉄宝塚線の山本駅及びJR西日本JR宝塚線の北伊丹駅が最寄り駅となる。
また、市バスを利用することでJR西日本福知山線の中山寺駅または伊丹駅へアクセスすることもできる。